# آخرین بازمانده از ما (فصل ۲)
فصل دوم مجموعه تلویزیونی درام پساآخرالزمانی آمریکایی آخرین بازمانده از ما در ۱۳ آوریل ۲۰۲۵ از اچ‌بی‌او پخش شد. این مجموعه مبتنی بر فرنچایز بازی ویدیویی ساختهٔ ناتی داگ است و داستان آن بیست سال در بحبوحهٔ بیماری همه‌گیر ناشی از نوعی عفونت قارچی انبوه است که باعث می‌شود میزبانان آن به موجودات زامبی‌مانند تبدیل شوند و جامعه را ویران کنند. فصل دوم مبتنی بر بازی آخرین بازمانده از ما قسمت ۲ (۲۰۲۰) است و به جوئل (پدرو پاسکال) و الی (بلا رمزی) پنج سال پس از اتفاقات فصل نخست می‌پردازد که با برادر جوئل، تامی (گابریل لونا)، و دوستان الی، دینا (ایزابلا مرسد) و جسی (یانگ مازینو)، در جکسون، وایومینگ ساکن شده‌اند.
اچ‌بی‌او کمتر از دو هفته پس از پخش قسمت افتتاحیه در ژانویه ۲۰۲۳، آخرین بازمانده از ما را برای فصل دوم تمدید کرد. نگارش این فصل بر عهدهٔ خالقان مجموعه یعنی کریگ مازن و نیل دراکمن در کنار هیلی گراس و بو شیم بود. دراکمن نویسندگی و کارگردانی بازی‌های ویدیویی را برعهده داشت و گراس در نویسندگی قسمت ۲ بازی نیز مشارکت داشت. این فصل از فوریه تا اوت ۲۰۲۴ در بریتیش کلمبیا فیلم‌برداری شد. دراکمن، مازن و پیتر هور به عنوان کارگردان بازگشتند و همچنین کیت هرون، نینا لوپز-کورادو، مارک مایلود و استیون ویلیامز کارگردانان جدید این فصل هستند. گوستابو سانتائولایا و دیوید فلمینگ برای آهنگسازی این فصل بازگشتند.
منتقدان بر این باورند که این فصل جایگاه آخرین بازمانده از ما را به‌عنوان بهترین اقتباس از بازی ویدیویی تثبیت کرده است. آن‌ها از صحنه‌های اکشن، کارگردانی، اجراها، طراحی تولید و نویسندگی اثر تمجید کردند. با این حال، برخی منتقدان به ریتم داستان ایراد گرفته و آن را ناتمام دانسته‌اند. به‌طور کلی، قسمت آغازین فصل، از طریق کانال‌های تلویزیونی و پلتفرم مکس، در نخستین روز پخش، ۵٫۳ میلیون بیننده داشت که حاکی از افزایش ۱۳٪ نسبت به قسمت آغازین فصل نخست بود. تا ماه مه، این سریال به‌طور میانگین در هر قسمت نزدیک به ۳۷ میلیون بیننده در سراسر جهان داشت.

## بازیگران و شخصیت‌ها

### اصلی
- پدرو پاسکال در نقش جوئل میلر، یک بازمانده میانسال سرسخت.[۱][۲] جوئل در سریال نسبت به بازی‌ها از نظر جسمانی آسیب‌پذیرتر نشان داده شده است.[۳] رابطه‌اش با الی پس از دروغی که در پایان فصل اول به او گفت، تیره و تار شده است.[۴]
- بلا رمزی در نقش الی، دختری ۱۹ ساله که نسبت به عفونت کوردپس مصون است.[۵][۲][۶] در فصل دوم، الی مانند جوئل سخت‌تر شده، اما حس شوخ‌طبعی‌اش را حفظ کرده است.[۷] او که حالا در جکسون بزرگ می‌شود، تتو می‌کند، نواختن گیتار را یاد می‌گیرد و رابطه‌ای با دینا آغاز می‌کند.[۴]
- گابریل لونا در نقش تامی، برادر کوچکتر جوئل که همچنان به آرمان‌گرایی و امید به جهانی بهتر پایبند است.[۸][۹] تامی که قبلاً عضو فایرفلای‌ها بود، از آرمان‌هایشان دست کشیده و حالا با همسرش ماریا یک کمون را اداره می‌کند،[۱۰] و با او پسری به نام بنجامین دارد.[۱۱]
- ایزابلا مرسد در نقش دینا، معشوقه الی و معشوقهٔ سابق جسی. او روحیهٔ آزادی دارد و به الی وفادار است، اما این وفاداری در برابر خشونت دنیا به چالش کشیده می‌شود.[۱۲]
- یانگ مازینو در نقش جسی، عضوی مهم در جامعه‌اش که گاهی فداکاری‌اش برایش هزینه‌هایی دارد.[۱۳]

### مهمان
- کیتلین دیور در نقش ابی، سربازی که به دنبال انتقام برای یکی از عزیزانش است و در این مسیر دیدگاهش به چالش کشیده می‌شود.[۱۴]
- روتینا وسلی در نقش ماریا، یکی از رهبران بازماندگان در جکسون. او همسر تامی و مادر بنجامین است.[۱۵][۱۱] ماریا که قبلاً دستیار دادستان منطقه بود، در تصمیم‌گیری‌هایش آرام و بخشنده است.[۱۶][۱۷]
- دنی رامیرز در نقش مانی، سربازی وفادار که از شکست دادن دوستانش می‌ترسد. او با وجود درد گذشته‌اش، روحیه شادی را حفظ کرده است.[۱۸]
- اریلا بارر در نقش مل، پزشکی که به نقش خود متعهد است اما با واقعیت‌های جنگ دست‌وپنجه نرم می‌کند.[۱۸]
- تاتی گابریل در نقش نورا، پزشک نظامی که پذیرش رفتار گذشته‌اش برایش دشوار است.[۱۸]
- اسپنسر لرد در نقش اوئن، شخصی مهربان که به دلیل قدرت جسمانی‌اش مجبور به مبارزه با دشمنانی می‌شود که از آن‌ها متنفر نیست.[۱۸]
- کاترین اوهارا در نقش گیل، روان‌درمانگر جوئل و همسر یوجین.[۱۹][۲۰] او بدبین است و فریب ژست‌های جوئل را نمی‌خورد.[۲۱]
- جفری رایت در نقش آیزاک دیکسون، رهبر یک شبه‌نظامی که در راه آزادی با جنگی مداوم روبه‌رو است. رایت نقش خود را از بازی ویدیویی تکرار کرده است.[۲۲]
- جو پانتولیانو در نقش یوجین، همسر گیل.[۲۰] این شخصیت در بازی فقط در یک عکس دیده می‌شود.[۲۳]
- آلانا اوباک در نقش هانراهان، شخصیتی اختصاصی برای سریال تلویزیونی.[۲۳]
- بن اهلرز در نقش برتون، شخصیتی اختصاصی.[۲۳]
- هتین پارک در نقش الیس پارک، شخصیتی اختصاصی.[۲۳]
- رابرت جان برک در نقش ست، که یک بار را در جکسون اداره می‌کند.[۲۳]
- نوآ لامانا در نقش کت، معشوقهٔ سابق الی.[۲۳]

## تولید
اچ‌بی‌او در ۲۷ ژانویه ۲۰۲۳، کمتر از دو هفته پس از پخش قسمت اول، آخرین بازمانده از ما را برای فصل دوم تمدید کرد. در حالی که فصل اول وقایع بازی ویدیویی آخرین بازمانده از ما (۲۰۱۳) ساختهٔ ناتی داگ و نسخه قابل دانلود آن آخرین بازمانده از ما: رهاشده (۲۰۱۴) را پوشش می‌دهد، قرار شد فصل دوم دنباله این بازی، آخرین بازمانده از ما قسمت ۲ (۲۰۲۰) را پوشش دهد. دراکمن و مازن می‌خواستند از افزودن محتوای اضافی بین بازی‌ها اجتناب کنند. انتظار می‌رود قسمت ۲  چندین فصل را دربر گیرد، و مازن نمی‌خواهد تعداد فصل‌ها از بازی‌ها پیشی بگیرد. در حین نوشتن نگارش فصل اول مجموعه، مازن و دراکمن اطمینان حاصل کردند که شخصیت‌ها به تحولات خود در قسمت ۲ بازی وفادار بمانند به این دلیل که ممکن بود این مجموعه فصل‌های بیشتری داشته باشد.
انتخاب بازیگران فصل دوم در مهٔ ۲۰۲۳ به دلیل اعتصاب انجمن نویسندگان آمریکا متوقف شد. بازیگران به‌دلیل نبود فیلم‌نامه، صحنه‌هایی از قسمت دوم بازی را هنرآزمایی کرده بودند. تیم سازنده می‌خواست مراحل انتخاب بازیگران فصل دوم را با ابی شروع کند. مراحل انتخاب بازیگر این نقش قبل از اعتصابات آغاز شده بود. کیتلین دیور پس از واکنش‌ها به اجرایش در هیچ‌کس تو را نجات نخواهد داد (۲۰۲۳) در نوامبر در حال مذاکره برای بازی در نقش ابی بوده است. انتخاب او در ۹ ژانویه ۲۰۲۴ اعلام شد، پس از آن یانگ مازینو در نقش جسی در ۱۰ ژانویه، و ایزابلا مرسد در نقش دینا در ۱۱ ژانویه.

## انتشار

### پخش
در دسامبر ۲۰۲۳، اچ‌بی‌او اعلام کرد که فصل دوم قرار است در سال ۲۰۲۵ در شبکه تلویزیونی و سرویس استریم مکس پخش شود. کیسی بلویز، رئیس و مدیر اجرایی اچ‌بی‌او و مکس، گفت که این مجموعه در بازه زمانی برای واجد شرایط بودن جوایز امی پخش خواهد شد. دراکمن در ۶ ژانویه ۲۰۲۵ بازه زمانی آوریل را برای پخش اعلام کرد. ماه بعد، اچ‌بی‌او تاریخ نمایش قسمت نخست را ۱۳ آوریل اعلام کرد.

### تبلیغ

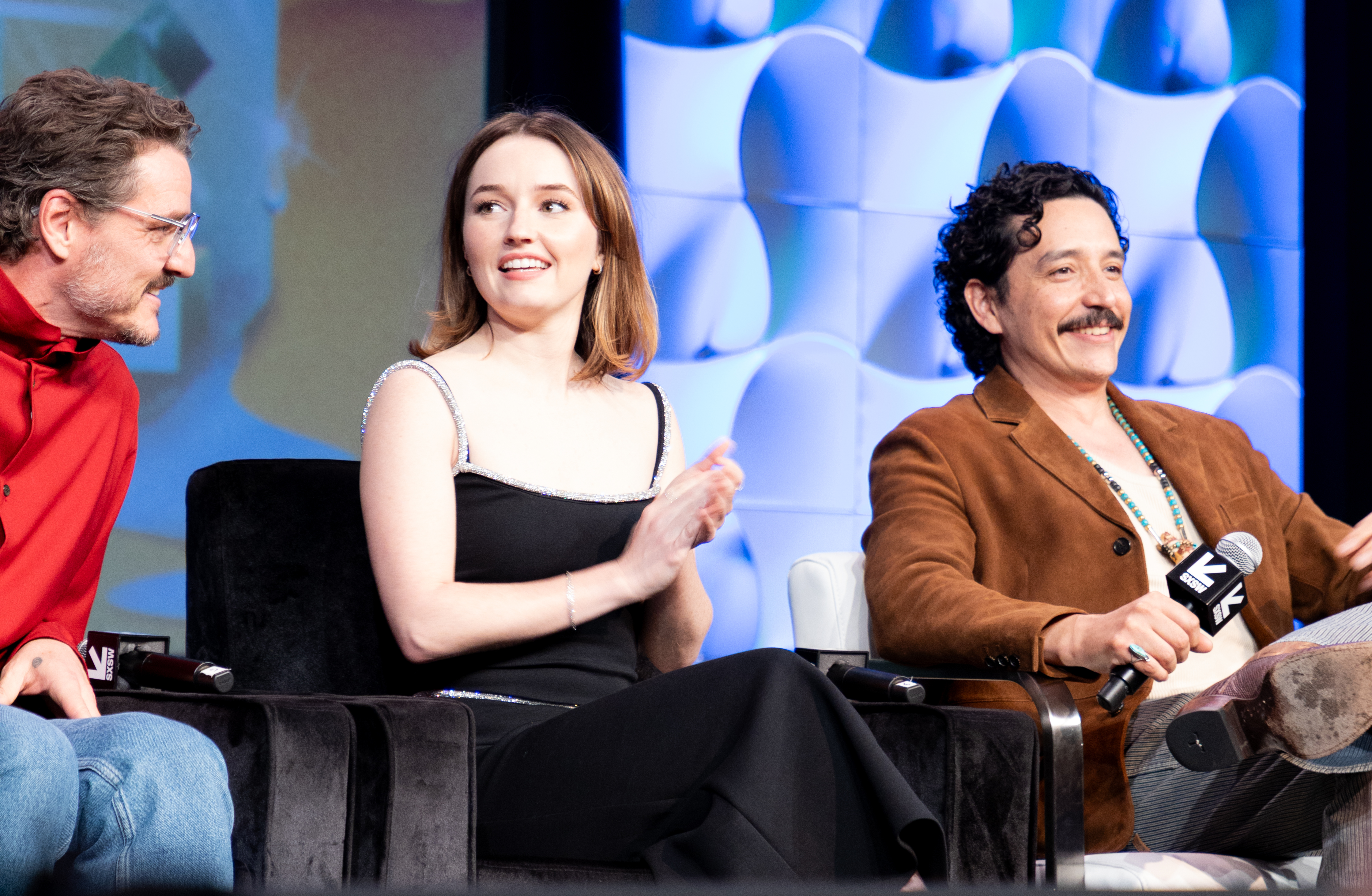
پدرو پاسکال، کیتلین دیور و گابریل لونا در جشنواره جنوب از جنوب غربی

تیم بازاریابی با دقت بخش‌هایی از سکانس‌هایی را برای هر یک تریلرها انتخاب کرد تا از لو رفتن داستان جلوگیری شود، به ویژه در مورد حضور شخصیت ابی. آن‌ها برای حفظ غافلگیری از رویکرد قسمت دوم بازی که در برخی صحنه‌ها جای شخصیت‌ها را تغییر می‌دادند پرهیز کردند.

## واکنش نقادانه
در وب‌سایت جمع‌آوری نقدها، راتن تومیتوز، فصل دوم مجموعهٔ آخرین بازمانده از ما بر اساس نظر ۱۱۰ منتقد، امتیاز ۹۶٪ را کسب کرده است و میانگین نمره آن ۸٫۴ از ۱۰ است. نظر کلی این وب‌سایت، فصل دوم را «گسترشی چالش‌برانگیز» توصیف کرده که «اجراهای فوق‌العاده و حس واقعی‌گرایی فصل قبلی را حفظ کرده است». در متاکریتیک نیز بر اساس ۴۰ نقد، میانگین وزنی ۸۲ از ۱۰۰ به دست آمده که نشان‌دهنده «تحسین همگانی» است. منتقدان عقیده داشتند این فصل جایگاه آخرین بازمانده از ما را به‌عنوان بهترین اقتباس از یک بازی ویدیویی تثبیت کرده است. جرمی متای در اسلش‌فیلم معتقد است که این فصل «استاندارد جدیدی برای اقتباس‌های بازی‌های ویدیویی در آینده تعیین کرده است». جان نوگنت از امپایر آن را «مجموعه‌ای دیگر از اپیزودهای قابل توجه» و «اوج تلویزیون پساآخرالزمانی» نامیده، و راس بونایم از کولایدر آن را «یکی از بهترین فصل‌های تلویزیونی سال ۲۰۲۵» خوانده است. منتقدان سکانس‌های اکشن، کارگردانی، اجراها، طراحی صحنه و فیلم‌نامه را تحسین کردند، اما برخی از آن‌ها به روند کند روایت داستان ایراد گرفتند و معتقد بودند که داستان کامل نیست.
متای از اسلش‌فیلم چشم‌انداز خلاقانه یکپارچه بین بخش‌های مختلف تولید را ستود، و بونایم از کولایدر تطابق هر کارگردان با موضوعات آشنای خود را تحسین کرد. چندین منتقد سکانس‌های اکشن اپیزود دوم را با بهترین لحظات بازی تاج‌وتخت مقایسه کردند؛ نوگنت از امپایر آن را «تلویزیونی سینمایی در مقیاس بزرگ و استثنایی» خواند که کمتر کسی جز اچ‌بی‌او قادر به خلق آن است، و جیمز جکسون از تایمز آن را با سکانس آغازین نجات سرباز رایان (۱۹۹۸) مقایسه کرد، هرچند سیمون کاردی از آی‌جی‌ان آن را جبران افراطی کمبود اکشن فصل اول دانست و معتقد بود که این سکانس‌ها بر لحظات کلیدی دیگر سایه انداخته است. بسیاری از منتقدان اپیزود ششم را به دلیل برجسته کردن رابطه جوئل و الی بهترین اپیزود دانستند، اما برخی معتقد بودند که این اپیزود غیبت مشهود آن‌ها در جاهای دیگر فصل را نشان داد و کاردی از آی‌جی‌ان فکر می‌کرد که این اپیزود به ضرر ریتم داستان تمام شده است. برخی منتقدان اپیزود اول را مؤثر دانستند اما پایان فصل را ضعیف‌ترین بخش خواندند. فیلم‌برداری به خاطر برجسته کردن اجراها و تطابق با کیفیت سینمایی بازی مورد تحسین قرار گرفت، و طراحی صحنه به دلیل نمایش زیبایی و ویرانی دنیا ستایش شد، هرچند چیس هاچینسون از رپ بازسازی سیاتل را گاه ناکافی یافت.
چندین منتقد تم‌های عمیق‌تر و شخصیت‌های پیچیده‌تر فصل را تحسین کردند، به‌ویژه تمرکز آن بر روابط الی و دیگران. لوئیز گریفین از ریدیو تایمز داستان‌سرایی «بی‌نظیر» و دقت نویسندگان در ترسیم جزئیات، دیدگاه‌ها و فلش‌بک‌ها برای گسترش دنیا را ستود، و متای از اسلش‌فیلم معتقد بود بسیاری از صحنه‌ها با تماشای دوباره معانی بیشتری پیدا می‌کنند. بسیاری اقتباس از سکانس‌های بازی برای تطابق با این رسانه را ستودند و برخی معتقد بودند بخش‌های داستانی غیراقتباسی قوی‌ترین بخش بودند، هرچند لورن میلیچی از توتال فیلم فکر می‌کرد که این فصل «نمی‌تواند وزن احساسی منبع اصلی را منتقل کند» و تغییرات آن رضایت‌بخش نبودند، و کاردی از آی‌جی‌ان این سؤال را مطرح کرده که آیا قابلیت بازی با شخصیت‌های الی و ابی در بازی ویدیویی (به جای فقط تماشای آن در سریال) باعث شده که تجربه بازی لذت‌بخش‌تر باشد. برخی منتقدان احساس کردند کمبود صحنه‌های جوئل و الی، فصل دوم را نسبت به فصل اول ضعیف‌تر کرده است، و برخی دیگر ریتم سریع‌تر و روایت ناتمام را آسیب‌رسان دانستند، به‌ویژه در نمایش گروه‌های متخاصم سیاتل. انجی هان از هالیوود ریپورتر نوشت که این فصل فاقد «شاعرانگی غنی، انسانیت گسترده و پایان ویرانگر» فصل اول است. برخی شخصیت‌های جدید مثل ابی، آیزاک و هانراهان را ناکافی توسعه‌یافته دانستند و فکر می‌کردند روایت غیرخطی به ریتم و جهان‌سازی لطمه زده است. برخی دیگر تمثیل‌های سیاسی را بیش از حد ساده یا توهین‌آمیز یافتند.
اجراهای بازیگران با تحسین گسترده روبه‌رو شد، و صمیمت و هماهنگی بین پاسکال و رمزی همچنان مورد ستایش قرار گرفت؛ آلان سپینوال از رولینگ استون برخی اپیزودها را به دلیل غیبت آن‌ها ضعیف‌تر دانست، و متای از اسلش‌فیلم لحظات ظریف‌تر آن‌ها را مؤثرترین بخش‌ها خواند. منتقدان پاسکال را به خاطر آوردن گرما، کاریزما و سرسختی به جوئل ستودند—بونایم از کولایدر اجرای او را بهترین کارنامه‌اش نامید—و رمزی را به خاطر تبدیل الی به جوانی آسیب‌دیده با حفظ نابالغی احساسی و بازیگوشی تحسین کردند. بسیاری مرسد را به خاطر شفقت و طنزش برجسته‌ترین بازیگر فصل دانستند، و همچنین به خاطر هماهنگی‌اش با رمزی، و اجرای دیور به خاطر نمایش غم، خشم و نفرت مورد تحسین قرار گرفت؛ برخی معتقد بودند اجرای او توجهات را از دیگران گرفته و به خود معطوف کرده است. چندین منتقد توانایی‌های بازیگری دراماتیک اوهارا را ستودند، به‌ویژه با توجه به نقش کمدی‌اش در مجموعهٔ استودیو که همزمان پخش می‌شد. اجراهای لونا، مازینو، وسلی و رایت نیز مورد تحسین قرار گرفت، هرچند برخی منتقدان آن‌ها را ناکافی و شخصیت‌هایشان را توسعه‌نیافته دانستند؛ والری اتنهوفر از اینورس برخی تعاملات را در مقایسه با فصل اول «به‌طور عجیبی غیرطبیعی» یافت.

### آمار بینندگان
میزان بینندگان فصل اول در هفته منتهی به پخش قسمت افتتاحیه فصل دوم ۱۵۰٪ افزایش یافت. قسمت افتتاحیه فصل دوم در نخستین شب پخش خود در ایالات متحده ۵٫۳ میلیون بیننده داشت که شامل پخش سنتی و استریم در پلتفرم مکس بود—افزایشی ۱۳٪ نسبت به قسمت افتتاحیه فصل نخست. این فصل در هفتهٔ بعد بیشترین تعداد بازدید را در تمام سرویس‌های استریمینگ داشت.
| شماره | عنوان                | تاریخ پخش     | رتبه‌بندی (۱۸–۴۹) | بینندگان (میلیون) | منابع  |
| ----- | -------------------- | ------------- | ---------------- | ----------------- | ------ |
| 1     | «روزهای آینده»       | ۱۳ آوریل ۲۰۲۵ | ۰٫۳۱             | ۰٫۹۳۸             | [ ۲۸ ] |
| 2     | «از میان دره»        | ۲۰ آوریل ۲۰۲۵ | ۰٫۱۶             | ۰٫۶۴۳             | [ ۲۹ ] |
| 3     | «مسیر»               | ۲۷ آوریل ۲۰۲۵ | ۰٫۱۸             | ۰٫۷۶۸             | [ ۳۰ ] |
| 4     | «روز اول»            | ۴ مه ۲۰۲۵     | ۰٫۲۰             | ۰٫۷۷۴             | [ ۳۱ ] |
| 5     | «عشق او را احساس کن» | ۱۱ مه ۲۰۲۵    | ۰٫۱۴             | ۰٫۶۵۲             | [ ۳۲ ] |
| 6     | «بها»                | ۱۸ مه ۲۰۲۵    | ۰٫۱۶             | ۰٫۷۰۱             | [ ۳۳ ] |
| 7     | «همگرایی»            | ۲۵ مه ۲۰۲۵    | ۰٫۱۷             | ۰٫۶۸۰             | [ ۳۴ ] |